# ソウルフライ
ソウルフライ（Soulfly）は、アメリカ合衆国出身のグルーヴ・メタル・バンド。
ポスト・スラッシュ・グループの一つとして、元「セパルトゥラ」のマックス・カヴァレラ（Max Cavalera）が結成。モダン・ヘヴィネスを基本に、ブラジルやアフリカのワールドミュージックを内包したスタイルを展開している。

## 歴史

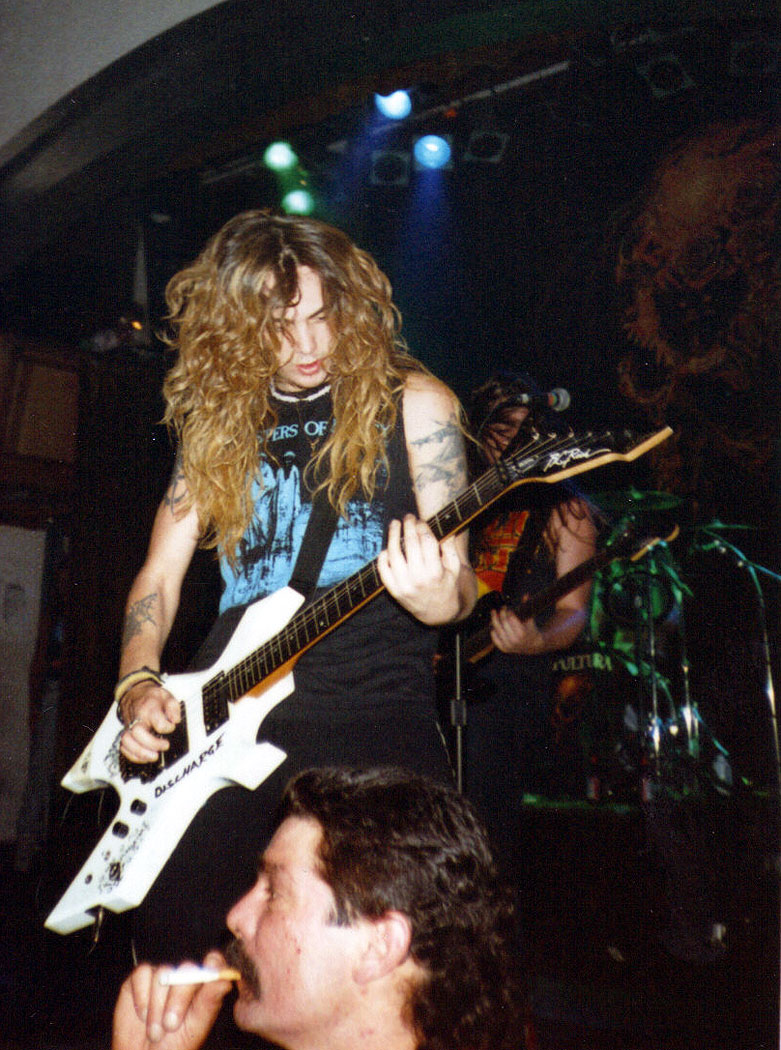
若き日のマックス・カヴァレラ(Vo/G)

### バンド結成まで

#### マックス・カヴァレラと音楽
マックス・カヴァレラ（マックスはイタリア人とのハーフ）は、1997年2月にセパルトゥラ（Sepultura）を去った。大きな原因は、セパルトゥラのドラマーでもあり、実の弟であるイゴール・カヴァレラ（Igor Cavalera）との確執である。マックスは、セパルトゥラ脱退直後、「計画的に追い出された」とも言い放ったが、悲しみや怒りと格闘しつつ、自宅で静かに作曲活動を始めた。マックスは後に“音と魂の信条（sounds and spiritual beliefs）”を掛け合わせるアイデアをもって、バンドを創設したと語っている。
彼は人気スラッシュメタル・バンドからの脱退以外にも、まま息子であり親友でもあったデイナ・ウェールズ（Dana Wells、ディー・ロウ(D-Low)とも呼ばれる）が交通事故で不慮の死を遂げたことと、彼が尊敬するブラジリアン・シンガー、Chico Scienceが1997年に死去したことにも向き合わなければならなかった。それによる鬱を乗り越えるためのセラピーとして、音楽を捉えたという。

#### マックスの音楽活動の再開
セパルトゥラ在籍時代より交流を続けてきたミュージシャン、そして妻でマネージャーでもある、グロリア（Gloria Cavalera）の支えが、マックスの精力的な音楽活動を促した。まず、マックスはデフトーンズ（Deftones）の大成功したアルバム、『Around the fur』（1997年）の『Headup』という曲でゲスト参加し、デイナの死について歌っている（彼はこの曲の中で、“Soulfly, Fly high, So fly, Fly free”と、後に決まるバンドの名前を歌っている）。デフトーンズのChino Morenoは、ソウルフライの『First Commandment』（『ソウルフライ』に収録）と『Pain』（『プリミティブ』に収録）にトリビュートしている。
Chico Scienceが1997年1月に亡くなった後、残ったメンバーが彼の追悼コンサートを開催するに当たり、マックスにプレイしないかと声をかけている。これを快諾したマックスは、1997年4月にブラジルでコンサートに出演した。この後、マックスはブラジル滞在中に現地の情報誌にメンバーの募集広告を掲載している。このとき、元スレイヤーのDave Lombardoもマックスに直接電話してきたが、マックスの考えるバンドの定義について認識が合わなかったことで、マックスは断っている。

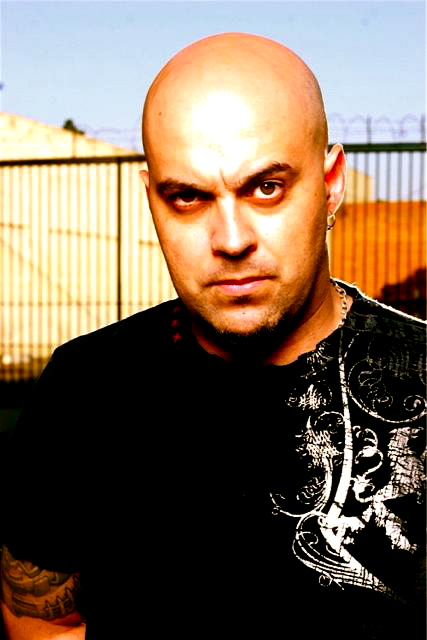
マルセロ・ディー(B) 2009年

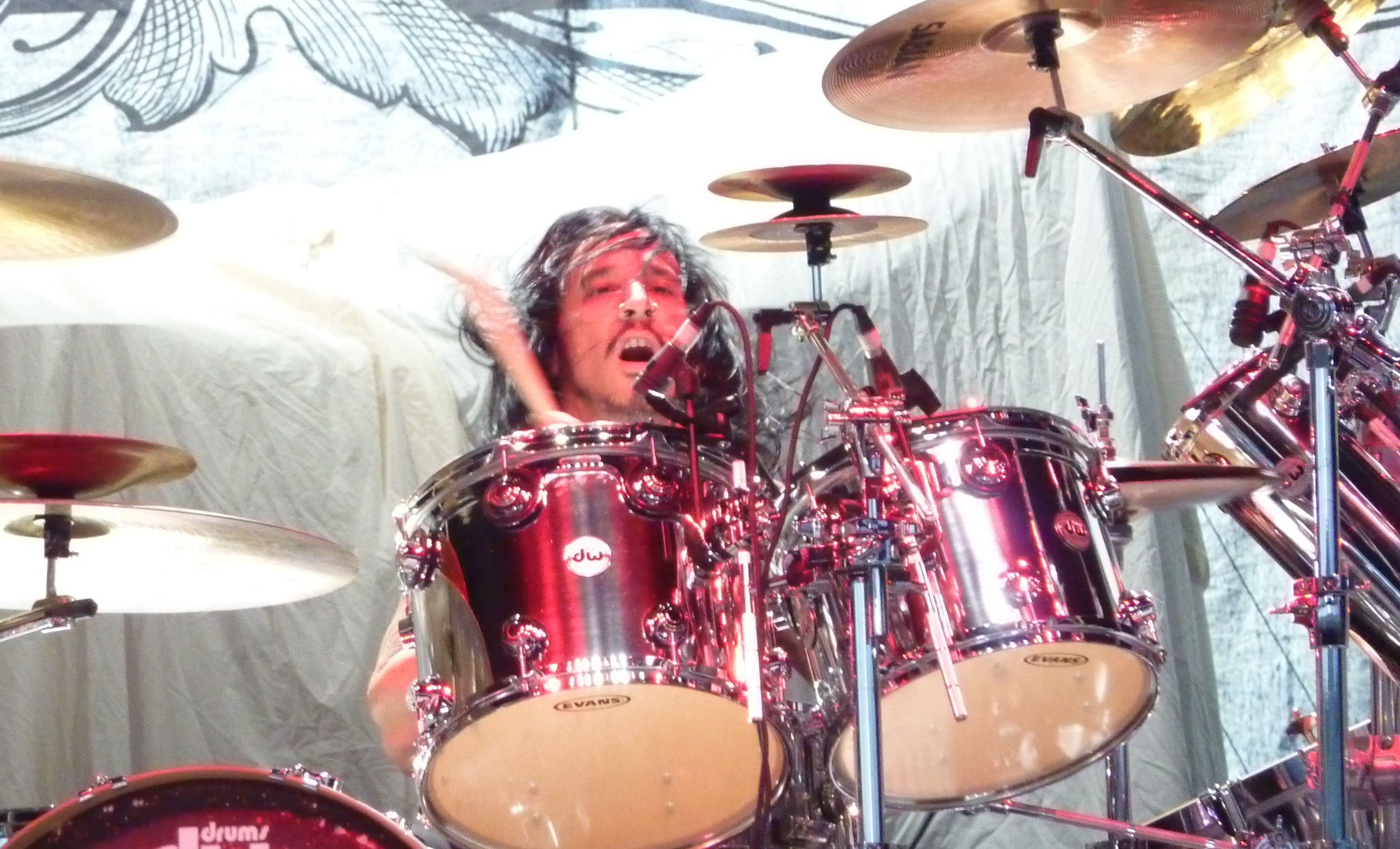
ロイ・マイヨルガ(Ds) 2010年

この頃に、ジャクソン・バンデイラ（Jackson Bandeira、ルシオ(Lucio)とも呼ばれる。かつてはChico Science & Nação Zumbiで活動）とバンドの結成について話し合いを始める。1997年7月には、主にパンク・ロック・バンド、ハードコア・バンドが出演するパッケージ・ツアーのWARPed Tourに参加したり、同年秋にはBenji Webbe率いるDub Warのステージに立ち、“Strike It”で共演している。
この頃になり、ニューヨーク・パンク・ロック界で有名なロイ“マタ”マイヨルガ（Roy "Rata" Mayorga、かつてはThornで活動）をドラマーに、以前セパルトゥラの地方公演マネージャーを務めていたマルセロ・ディー・ラップ（Marcello D. Rapp、マルセロ・ディアス(Marcello Diaz)とも呼ばれる。かつてはThe Mistで活動）をベーシストとして正式メンバーに迎え、曲作りがスタートした。このとき書かれたものは『Eye For An Eye』、『No Hope=No Fear』、『Bleed』、『Tribe』などである。
そして1997年8月16日、アリゾナ州フェニックスのClub Pavilionで、バンドの初ライブが行われる。バンド名も決まっておらず、「Max Cavalera Project」という仮名義ながら、ヘッドラインを飾った。デイナの追悼を目的としたものだったため、ショーのタイトルも『The Soulfly Benefit Show For Dina』とした。このバンド創設時には、当時フィア・ファクトリーに在籍していたDino Cazaresも、バンドの基礎を固めるために参加していた。この初ライブでも、ギタリストとして参加している。そして、ジャクソン・バンデイラをようやくバンドのギタリストとして迎え、オリジナルラインナップを完成させている。
Malibu,CaliforniaのIndigo Lunch Studioで、デビューアルバムの製作に取り掛かる。1998年1月下旬には、ほとんどの曲のレコーディングを終了させている。その時点でも、まだアルバムタイトルは仮タイトルで『Eye For An Eye』とし、バンド名も仮名義のままだったが、数日後、急遽バンド名が「ソウルフライ」に決定する。

#### バンド名の決定
バンド名の由来について、マックスはこう語っている。
「デフトーンズとのレコーディングの際に、『Headup』という曲でソウルフライって言葉を歌っていたんだ。いろんなクレイジーなブラジルの名前を考えていて、周りの人にこのアイディアをどう思う?って聞いてたんだけど、気に入らないって返事がほとんどだったんだ。突然、俺は別にブラジルの名前でなくてもいいことに気づいた。だってセパルトゥラのパート2になるわけではないんだからね。そこでその『ソウルフライ』って言葉を思い出し、パーフェクトな名前のように思えてきた。その名前が気に入って、バンドをソウルフライと呼ぶってグロリアに言ったんだ。
（省略）
俺はライブでインタビューを受けて、その時『ちなみに、俺の新しいバンド名はソウルフライになる』って言ったら、翌日ロードランナーから電話があった。『おい、バンドの名前はなんだ?マックスがテレビで話してたって聞いたぞ』と聞かれた。とても強くて、キャッチーな名前だと思う。それに、この前発表したDVD（下記）でも話したけれど、この言葉は古いブラジルの部族の信じていることで、音楽を作る時、魂が飛び回っているっていう意味もある。それもパーフェクトだ」

### 1st『ソウルフライ』 - ラインナップの変化
バンドの名が掲げられた1stアルバム、『ソウルフライ』は1998年の春にリリースされた。その音は、ヘヴィメタルとハードコア・パンクの融合というスタイルを、極点まで突きつめたものであった。
怒りや哀しみといった激情、母国ブラジルへの愛、プリミティヴなリズムを希求する本能など、マックスのヘヴィミュージックへの直情的な欲求が、如実に現れたこの作品は、ヘヴィメタルを含むラウドロック界だけでなく、ブラジル音楽などの様々なシーンで驚くほどの高い評価を受ける。マックスは「怒りと悲しみを混ぜ、純粋さへと戻っている」とも表現している。
さらにこのアルバムでは、フィア・ファクトリーのBurton C. Bell（vo）、Dino Cazares（g）、Christian Olde Wolbers（b）、デフトーンズのChino Moreno（vo）、リンプ・ビズキットのFred Durst（vo）、DJ Lethal（turntable）、Cypress HillのEric Bobo（per）、Dub WarのBenji Webbe（vo）、R.D.Pなど、豪華なゲストが数多く参加し、様々なコラボレーションを実現している。プロデュースは、この手では名腕と知られる有名人Ross Robinson。ビルボード200の79位まで上った。
アルバム発表後、ギタリストがローガン・メイダー（Logan Mader、かつてはMachine Headで活動）に代わり、ツアーを開始するがすぐに脱退、マイク・ドーリング（Mike Doling、かつてはSnotで活動）をサポートに迎え、1999年2月に初の来日公演を果たしている。ここでバンドに参加したマイクはその後、正式メンバーとしてソウルフライに加入する。
大絶賛を受けたこの来日公演直後に、ロイ・マイヨルガも脱退を表明。マックスの友人であるDave Lombardo（Slayer）の推薦を受けて、ジョー・ヌネズ（Joe Nunez）という当時まだ無名だった若手ドラマーを新たに迎え、次作への準備を開始する。それと同時に、2000年7月2日には、Ozzfest 2000に出演。全米に新ラインナップのソウルフライを披露し、新曲『Back To The Primitive』、『Boom』などを演奏した。

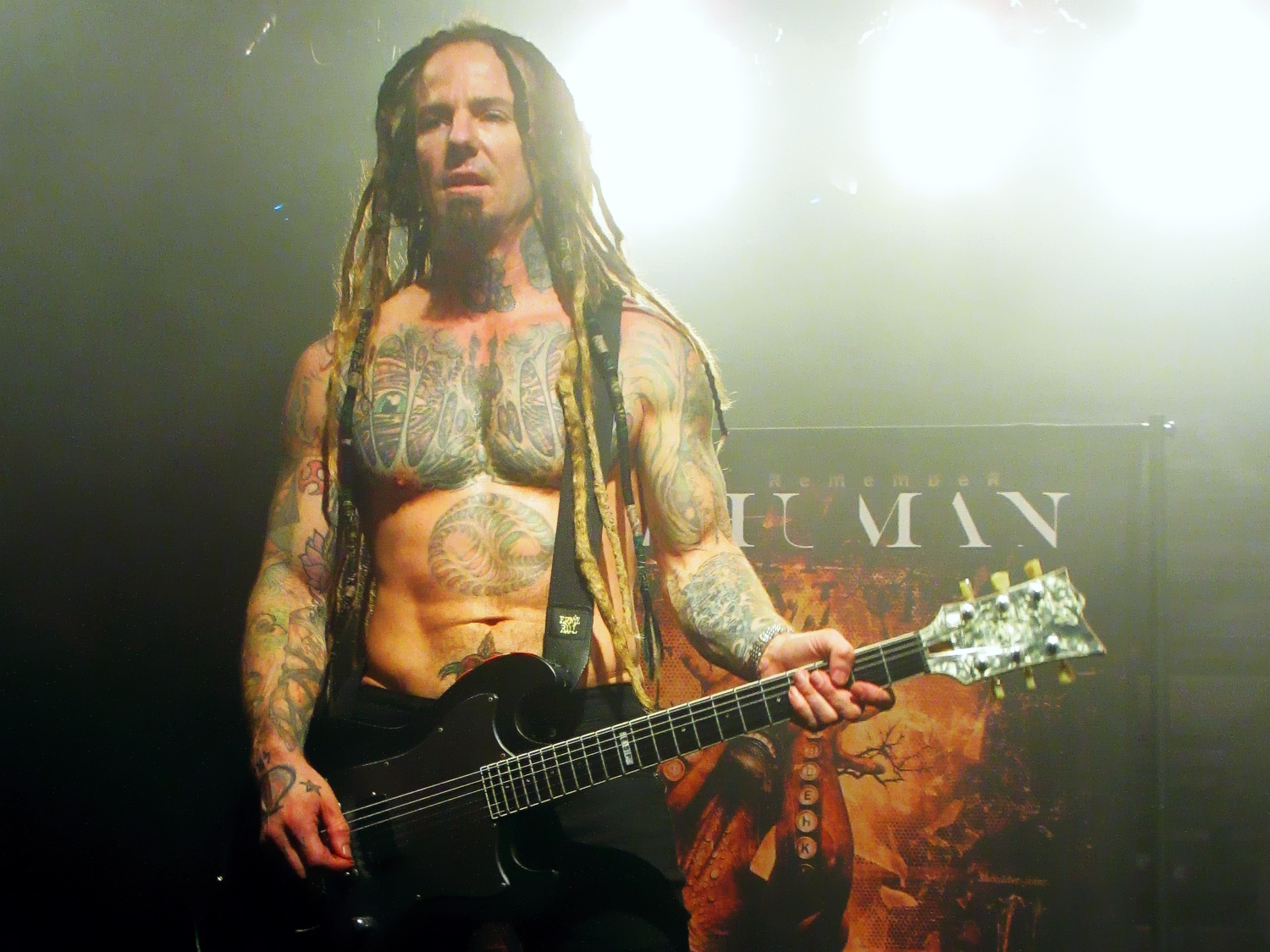
ローガン・メイダー(G) 2015年

マイヨルガの脱退の理由は、ローガン・メイダーとバンドを組みたい、というものである。この言葉が火種となった喧嘩別れと言うことだったが、3rdアルバムでは再度メンバーに加わり、お互いを認め合っている。ジャクソン・バンデイラはツアーで世界を回る意思がないことから脱退し、Nação Zumbiへ戻っている。
ソウルフライを率いる傍ら、マックスは、普通はヘヴィメタル・ミュージシャンと関わることがない分野へ進出していく。New York and Holland's Crossing Boarder Festivalで行われたCMJ's New Music Marathonに名を連ねたり、母国ブラジルで放送された清涼飲料水のテレビCMで歌うなど、ミュージシャンとして再び人気を博すようになる。

### 2nd『プリミティヴ』 - 3rd『3』
ソウルフライへのニューメタルの影響は、2000年9月に発売された2ndアルバム『プリミティヴ』に表れた。プロデューサーは、スレイヤーやアリス・イン・チェインズなどを手がけたトビー・ライト。レコーディングは、アリゾナ州フェニックスにあるSalt Mine Studioで行われた。ビルボード200の32位につけた。アメリカのチャートでは11位にまで達し、現時点でバンドにとって最も成功したアルバムである。
前作では、当時マックスのまわりで起こったネガティヴな出来事からの怒り、哀しみ、いら立ちが如実に音に表れていたが、今作では、強烈なヘヴィネスに深みと奥行きを与えた、深化したサウンドが特徴である。ミュージシャンとして、また一人の人間として成長したマックスが感じられる、スケールの大きな作品となった。
また、スリップノットのCorey Taylor（vo）、スレイヤーのTom Araya（vo）、デフトーンズのChino Moreno（vo）、ショーン・レノン（vo,g,piano&synth）など、本作でも豪華ゲストが多数参加している。
『プリミティヴ』発表後もツアーに次ぐツアーをこなし、2001年末には、オリジナル・メンバーでもあるロイ・マイヨルガ（ソウルフライ脱退後はローガン・メイダーとMedicationというバンドを結成し、活動していた）を再び迎え、新作のレコーディングを開始。
翌年2002年6月に3rdアルバム『3』を発表。これは、その年のビルボード200の46位につけた。
マックス自身がプロデューサーを担当し、アリゾナ州フェニックスのChaton Studioでレコーディングされた。1st、2ndよりもさらに原始的初期衝動に満ちた、ラウド&アグレッシヴかつ、スピリチュアルな作品となった。ソウルフライのアルバムの中では比較的評価が低いアルバムではあるが、『Seek“N”Strike』『Tree Of Pain』など、ライブでよく演奏される曲も多い。また、このアルバムでは、Ill NiñoのCristian Machado（vo）がゲスト参加している。
アルバム発売後、スレイヤーをヘッドライナーに迎えたツアー、H82K2 Tourに参加するなど、世界各地でマックス、マイク、マルセロ、ロイというラインナップでパフォーマンスを行う。同年12月に行われたBeast Feastにも、ヘッドライナーとして出演、初来日以来約4年振りの来日公演を実現させている。2003年に入ってからも、ソウルフライはツアーを続け、各地で大絶賛を浴びて行く。

### メンバーの大きな交代

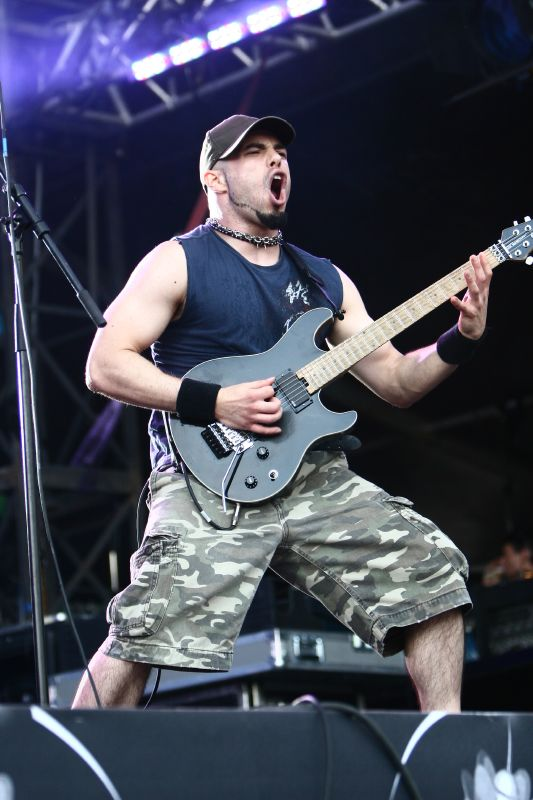
マーク・リゾ(G) 2008年

マックス以外全員、すなわちマイク・ドーリング、マルセロ・ディアス、ロイ・マイヨルガが2003年9月に脱退する。マックスは次のアルバム『プロフェシー』のために、すべてのメンバーラインナップを再配置した。かつてIll Niñoにギタリストとして活躍していたマーク・リゾ（Mark Rizzo）が、2代目ギタリストとして引き抜かれ（マックスとマークは同じ誕生日、かつ同じくイタリア人とのハーフ）、ジョー・ヌネズがドラマーとして再び迎えられている。そして、『プロフェシー』ではソウルフライのメンバーとして、かつてメガデスに在籍していたデイヴ・エレフソン（David Ellefson）と、Primer55のボビー・バーンズ（Bobby Burns）の2人のベーシストが参加している。しかしエレフソンは、レコーディングのみのゲスト扱いで、『Prophecy』、『Defeat U』、『Mars』、『I Believe』（アウトロのみ）、『In The Mean Time』の5曲で参加している。
マックスは、このメンバー交代劇について、『プロフェシー』オールドスクールメタルとニュースクールメタルを融合させるためにやったことだと主張している。また彼は、アルバムではメンバーをそのときの一つのグループとして捉え、パートごとに異なったミュージシャンを起用したいとし、次のように語っている。
「これはしばらく前からやりたいと思っていたアプローチなんだ。おれはソウルフライを同じ四人のままやっていくような、メタリカみたいなバンドにはしたくなかった。ソウルフライのアルバムでは毎回ラインナップを変えてきたが、おそらくこれからもそうなるだろう。そうするために、おれは逆のやり方から始めなくてはいけなかった。つまり、以前に一緒にプレイしたことはないが、俺の注意を引いた人物をバンドに加入させるということ。そしてこのアルバムを創り出したんだ」

### 4th『プロフェシー』 - 1stDVD『ザ・ソング・リメインズ・インセイン』

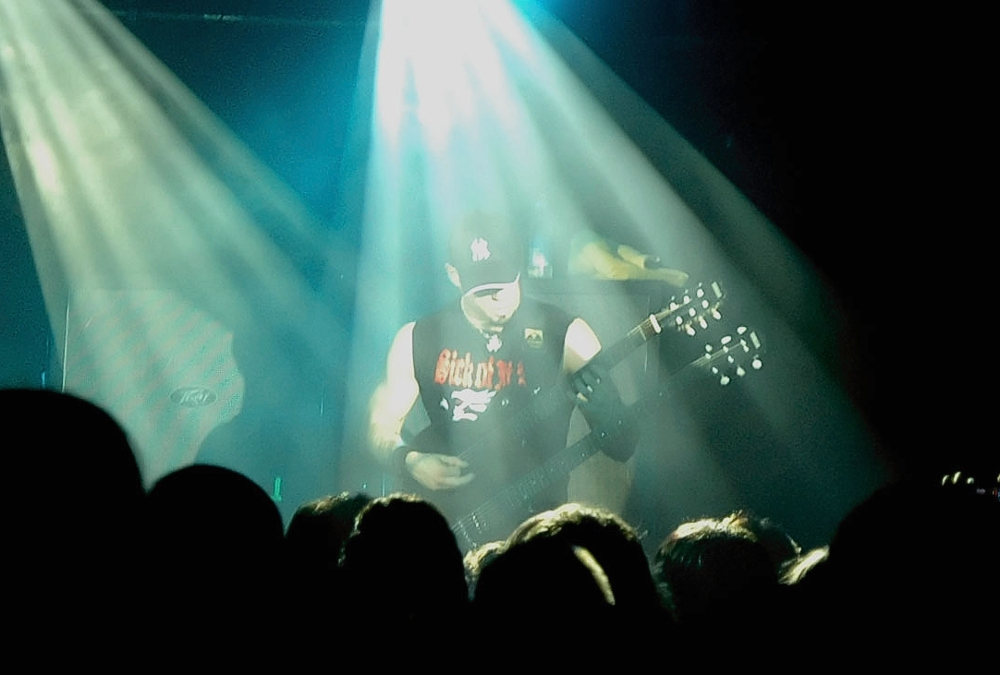
ダブルネック・ギターを弾くマーク・リゾ(G) 2007年

4thアルバム『プロフェシー』は、2004年3月30日にリリースされた。このアルバムは、同年4月には最高でビルボード200の82位につけた。オーストラリアではアルバムチャートの50位入りを果たしている。
そして、この大きな鍵となったのがマーク・リゾである。フラメンコ・スパニッシュギターに相当な腕前を見せ、『Mars』『Porrada』『Soulfly4』といった曲でそのエキゾチックな手腕を披露している。ヘヴィロックのリフの鳴らし方、ヘヴィメタル伝統のリード・ソロもこなせる彼は、それまでの2代目ギタリストが持ち得なかった艶やかな要素をバンドに与えた。
セパルトゥラ在籍時代、マックスはブラジルの現地の人々にスポットをあて、『Roots』（1996年）でみられるようなワールドミュージックへの関心をみせた。『プロフェシー』でマックスは伝統的なミュージシャンとレコーディングするためにセルビアに赴き、そのアプローチは続けられた。『Moses』（彼の魂の信条へのストレートな言葉である）という曲において、彼はセルビアのバンド、Eyesburnと共演し、彼の中での英雄の一人であるボブ・マーリーが影響を与えたレゲエを取り入れた。ほかの曲では、セルビア人ジプシーと共演し、中世から伝わる楽器や羊皮でできたバグパイプを使用している。
このアルバムの後、大規模なヨーロッパ・ツアーを実施し、その後夏から秋にかけて全米をIll Niñoと共に世界を回る。
2005年の2月に、ソウルフライは初のDVD『ザ・ソング・リメインズ・インセイン（The Song Remains Insane）』を発売する。世界で行われたライブ映像、インタビュー、バンドのすべてのミュージックビデオが収められ、バンドのバイオグラフィーのようなものになっている。
同年8月、ロードランナー・レコードは、バンド自身の名がつけられた1stアルバムをレーベルの25周年記念の一環として再発売した。この1stアルバム再発売の際に、当時のメンバーにインタビューをしている。ロイ・マイヨルガが「あの頃はおれにとっても最高の時だった」と振り返り、マルセロ・ディアスも、マックスやアルバムに好意的に語っている様子からは、『プロフェシー』製作前の交代劇は、解雇というような後味の悪いものではなかったようである。ソウルフライは、その後も3月から4月にかけてヨーロッパ、アメリカを再度ツアー、ライブを行っている。

### 5th『ダーク・エイジズ』

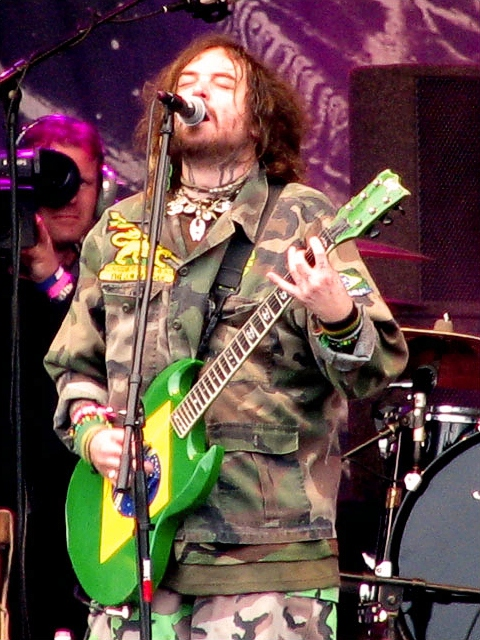
『ダーク・エイジズ』ツアー (2006年)

その年の秋、2005年の10月4日に、前作同様マックス本人のプロデュースにより『ダーク・エイジズ』がリリースされた。多くの批評家は『ダーク・エイジズ』が、マックスの初期セパルトゥラ時代に見られるようなスラッシュメタルという原点への回帰だと表現している。
確かに音は直線的でソリッドではあるが、これまで通り、ワールドミュージックのメタルへの影響は確かに見られるし、ジョー・ヌネズのトライバルなビート、マーク・リゾによる鮮やかなスパニッシュギターは健在である。実際、このときカヴァレラはセルビア、トルコ、ロシア、フランスそしてアメリカという五つの国に赴き、彼がニューアルバムにほしいと思うすべての音を録音している。
また、『Riotstarter』という曲ではプロディジーのようなバンドや彼のサイドプロジェクトであるNailbombに特徴的なインダストリアル分野の音楽的なエッセンスを取り入れている。つまり本作でもマックス・カヴァレラの音楽に対する自由な姿勢は変わってはいない、ただ、前作の『プロフェシー』が音楽的探求の一つの到達点としたら、そのアプローチが本作では主要素ではないといえる。マックス・カヴァレラの当時の混沌とした感情を吐き出すことに集中して作られたとみることができる。
録音中だった2004年の12月10日に、カヴァレラは孫のモーゼ（Moses）を亡くし、同月に、旧知の友であった、元パンテラで当時ダメージプランで活動していたダイムバッグ・ダレルの悲劇的な死を耳にする。これらの影響について、マックスは次のように語っている。
「ニューアルバムが『ダーク・エイジズ』という名前がつけられた理由の一つは、個人的にもちょっとダーク・エイジズだったからだよ。2004年の12月末、レコードの録音の最中だったんだけど、モーゼとダイムバックを失った。あれはとても暗い月だったよ。年の終わりは本当に暗かった。」
『ダーク・エイジズ』におけるバンドの中心は依然、マックス・カヴァレラ、マーク・リゾ、ジョー・ヌネズ、ボビー・バーンズである。そして、このアルバムでもデイブ・エレフソンが前作同様、数曲でその才能を提供している。
『Innerspirit』という曲では、EyesburnのボーカルであるCoyoteが参加し、ハードコアに影響された『Molotov』では、ストームトゥルーパーズ・オブ・デスのボーカルであるBilly Milanoと、ロシア人シンガーのPaul Fillipenkoがシャウトしている。また、アメリカのPhoenixにベースを置くInciteから、カヴァレラのまま息子であるリッチー・カヴァレラ（Ritchie Cavalera）が『Stay Strong』で自作の歌詞を歌っている。

### 6th『コンクァー ～征服～』 - 7th『オーメン』

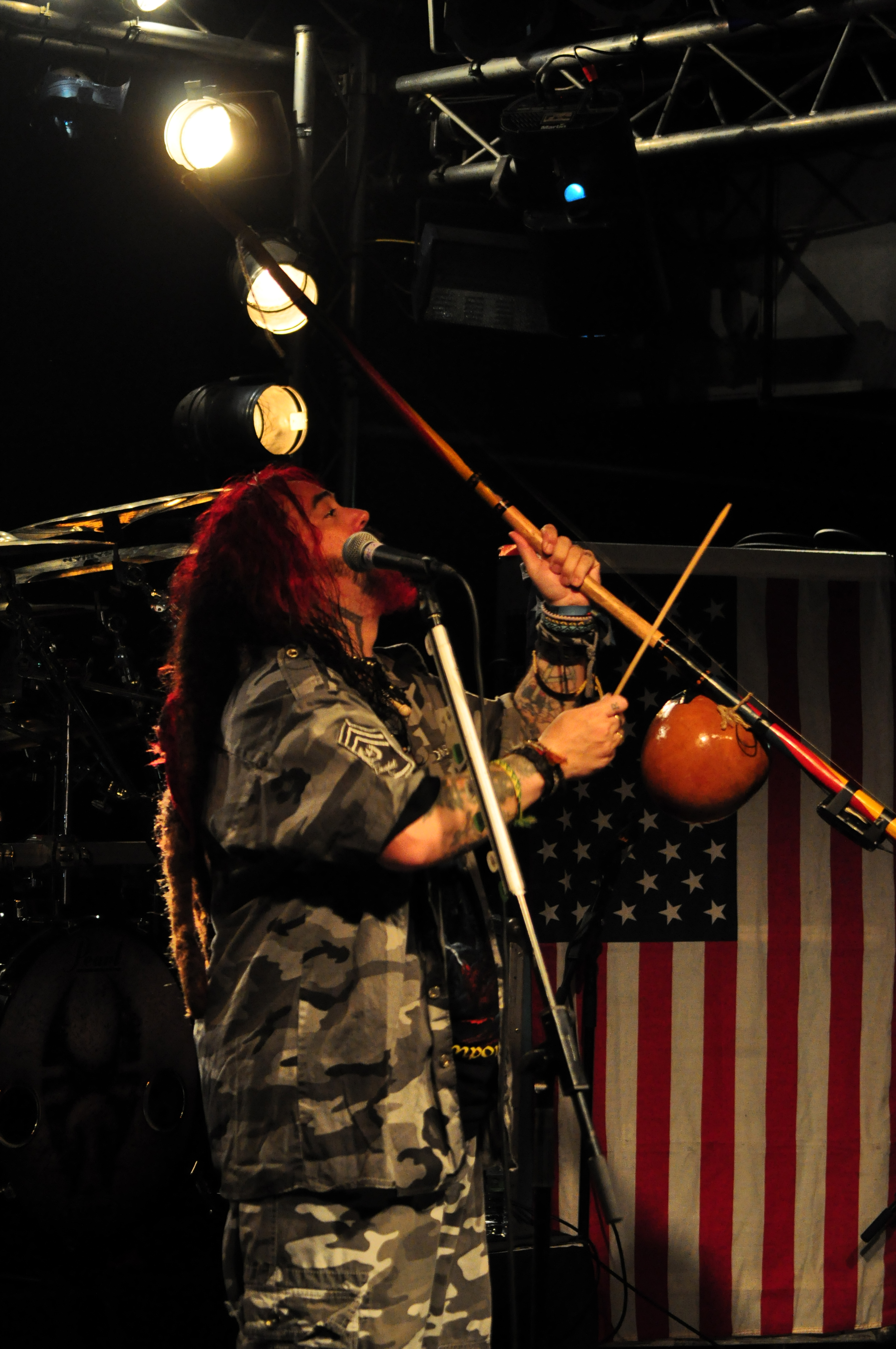
民族楽器を弾くカヴァレラ(Vo/G) 2012年

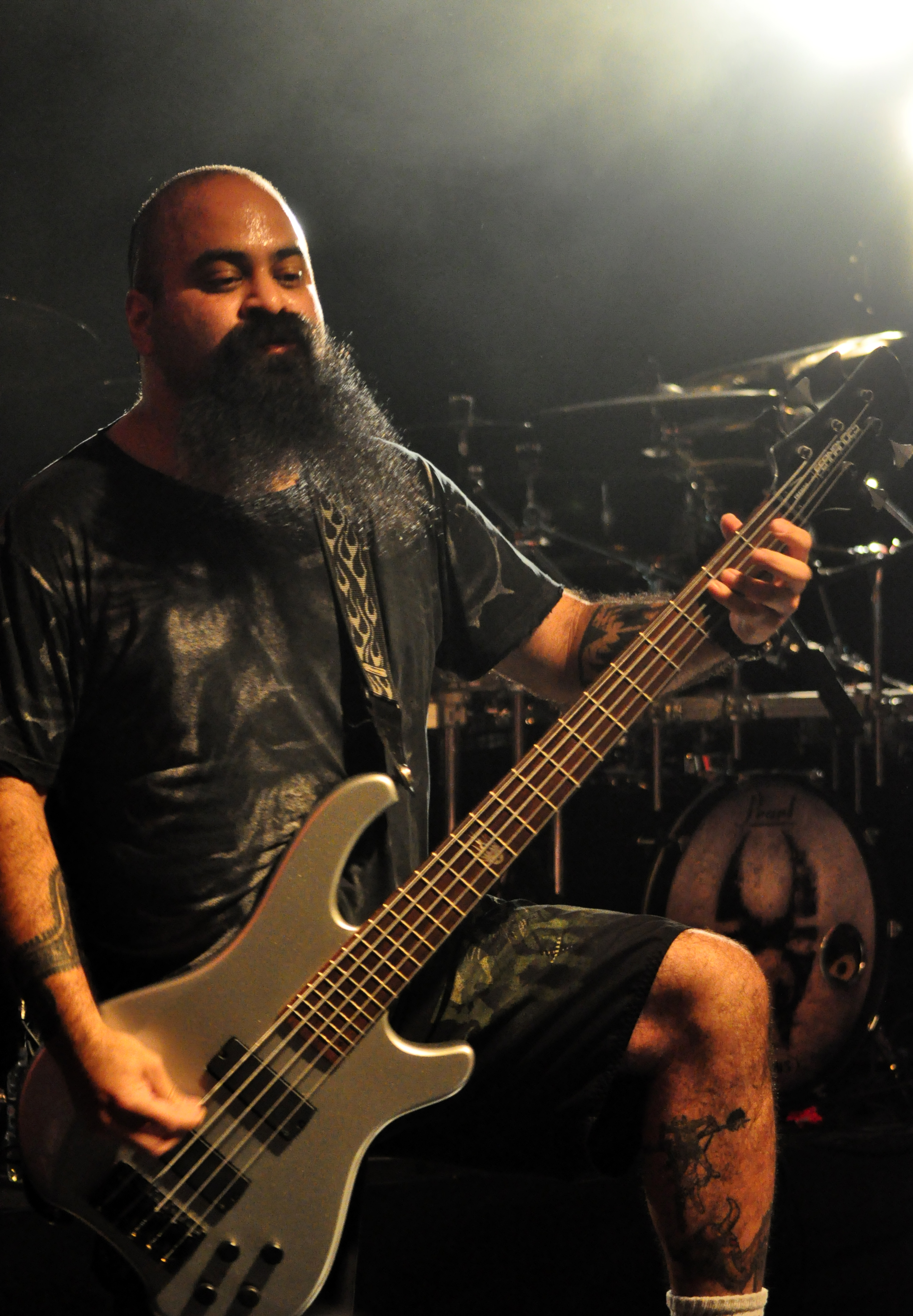
トニー・カンポス(B) 2012年

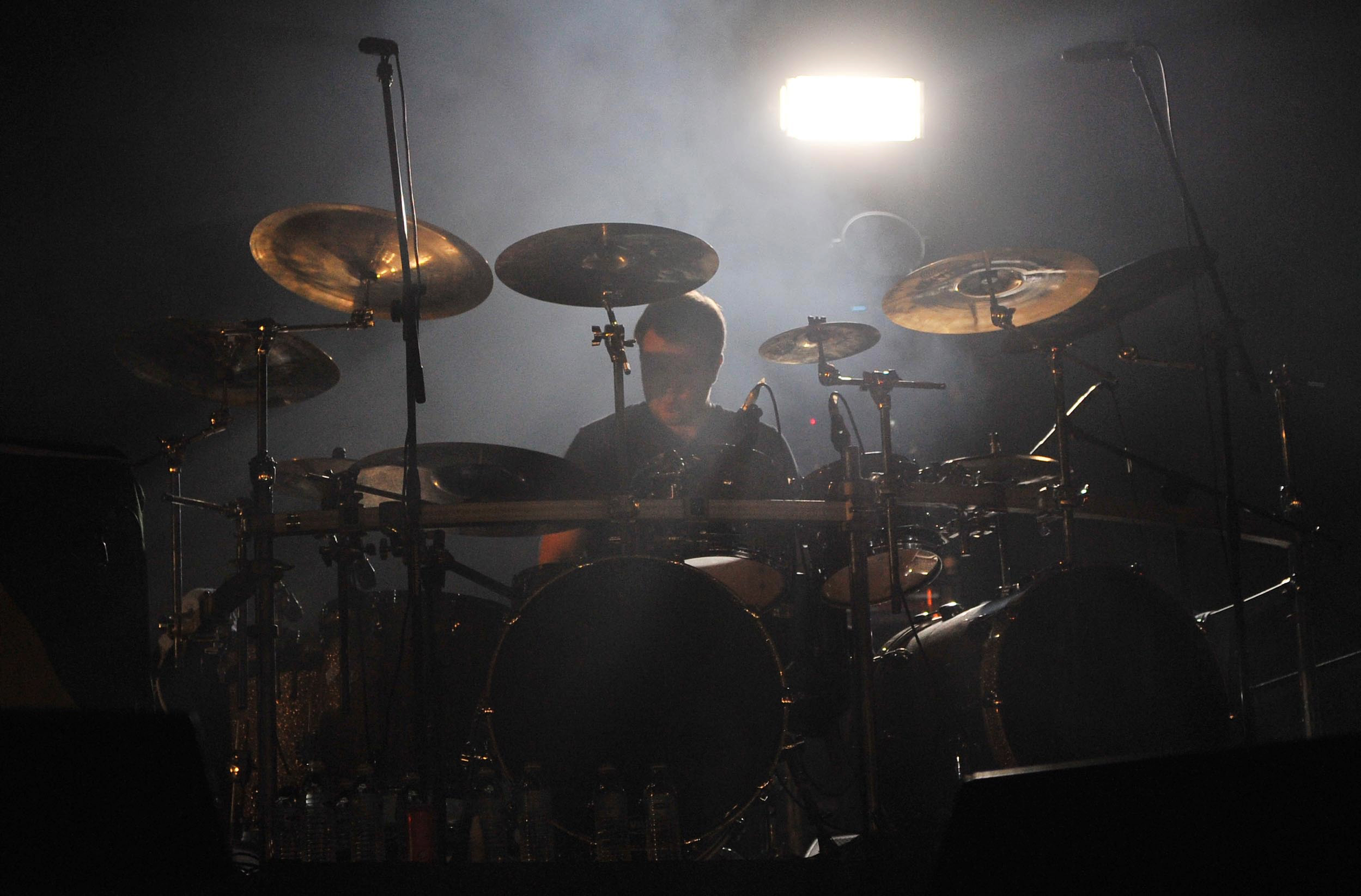
デヴィッド・キンケイド(Ds) 2012年

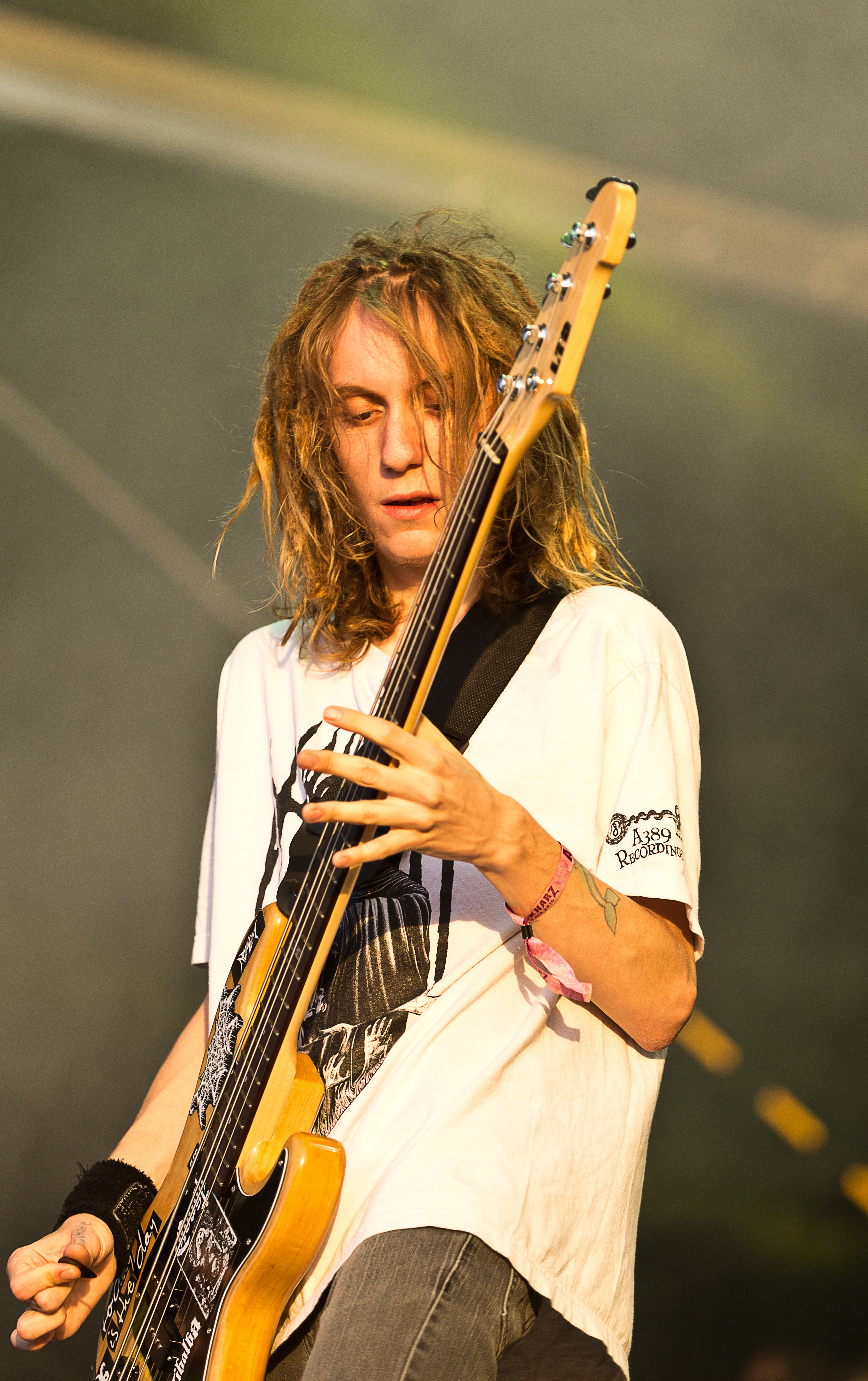
イゴール・カヴァレラJr.(B) 2015年

ソウルフライは『ダーク・エイジズ』のワールドツアーで、デフトーンズ、コーン、Skindred、Gizmachi（北アメリカを発端にして、ヨーロッパ、アジアに進出している）といった様々なアーティストと世界をまわった。
最近のインタビューでは『ダーク・エイジズ』の今後について触れているが、マックスはその中でニューアルバムについて、次のように語っている。
「いくつか本当にエキサイティングな曲があるんだ。マーク・リゾと共に取り組んでいる。おれのギタリストだ。おれ達はすばらしい状態で、多くのことについて好きなものが同じだ。初期セパルトゥラや、スレイヤー、デストラクションのようなバンドさ。おれ達はまたグラインドコアも好きだ。例えばナパーム・デス、ボルト・スロワーだ。おれ達はそういうようないくつかの曲を書いている。でもそれだけではなくてソウルフライのバイブやソウルフライのグルーブの要素もある。ソウルフライの好きなところの一つはヘヴィーな箇所の中にグルーブがあることだ。もう名前なんかないんだ。俺はそのあたらしい要素は『ダーク・エイジズ』をすこしポップなアルバムにするようなものだと冗談を言った。この新しい要素は本当にヘヴィーだ。」
2007年5月1日、マックスは、2008年春にリリース予定のニューアルバムに収録される、4曲のデモトラックを公開。アルバムのレコーディングを半分終えた後、マックスは中東を旅し、新曲と融合できそうな音のサンプルを探した。
2008年7月29日、6thアルバム『コンクァー ～征服～』をリリース。
2010年5月18日、7thアルバム『オーメン』をリリース。

### 8th『エンスレイヴド』 - 9th『サヴィッジズ』
2010年7月、ベーシストのボビー・バーンズが脱退。2011年1月にトニー・カンポスが加入したことを発表。
2011年8月にはドラマーのジョー・ヌネズが脱退することを発表し、後任にはデヴィッド・キンケイドが加入。
2012年3月13日、8thアルバム『エンスレイヴド』をリリース。
同年10月、デヴィッド・キンケイドが引退。マックスの息子であるザイオン・カヴァレラが加入した。
2013年10月、9thアルバム『サヴィッジズ』をリリース。

### 10th『アークエンジェル』
2015年5月、トニー・カンポスが脱退。代役のサポートはマックスのもう一人の息子、イゴール・カヴァレラ・ジュニアが務めた。
同年8月、10thアルバム『アークエンジェル』をリリース。ツアーのベーシストには、マイク・レオンがサポートした後に在籍。

## メンバー

### 現ラインナップ
- マックス・カヴァレラ (Max Cavalera) - ボーカル/4弦ギター (1997- )
- マイク・デレオン (Mike DeLeon) - ギター (2023- )
- マイク・レオン (Mike Leon) - ベース (2015- )
- ザイオン・カヴァレラ (Zyon Cavalera) - ドラムス (2012- )

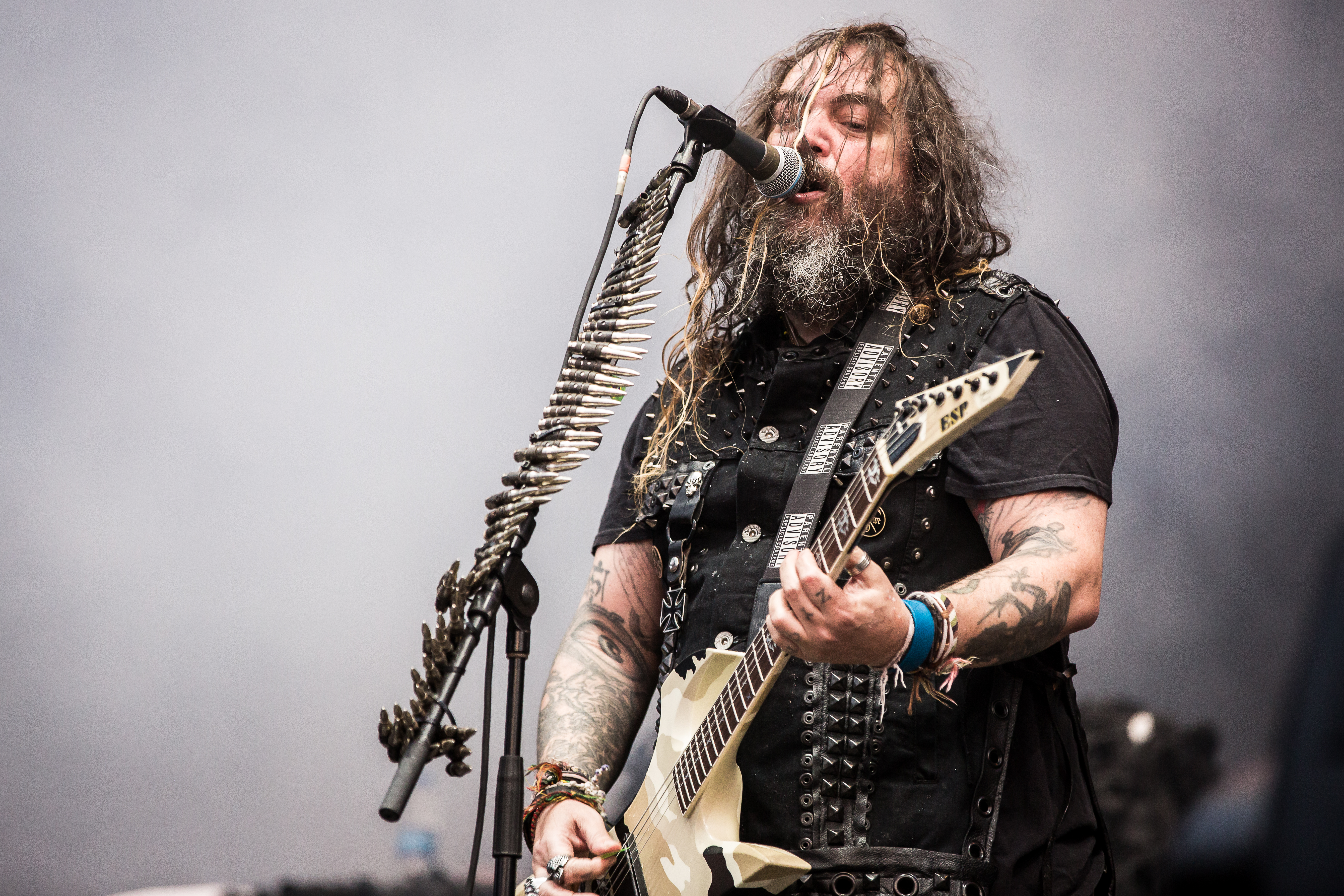
マックス・カヴァレラ(Vo/G) 2018年
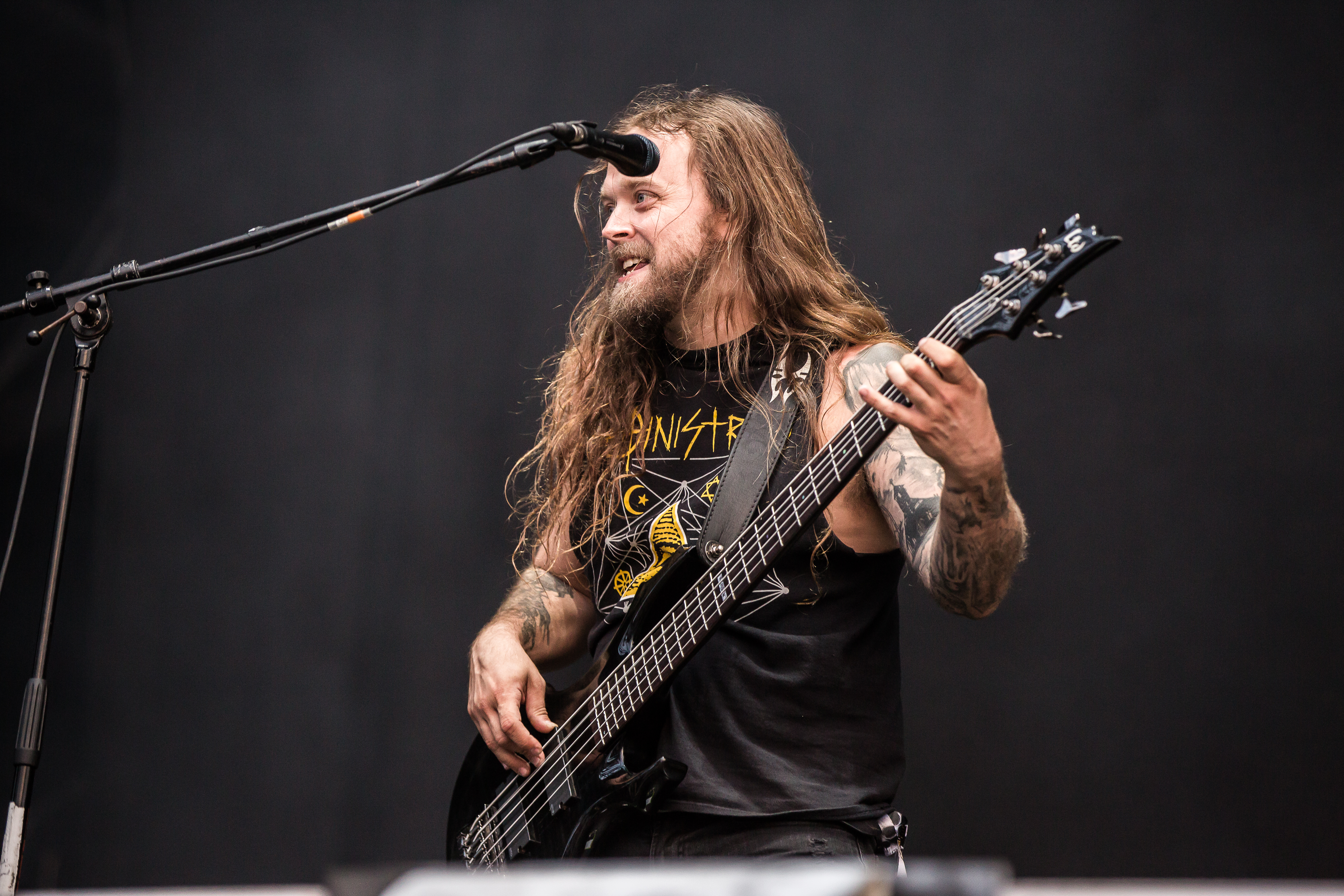
マイク・レオン(B) 2018年
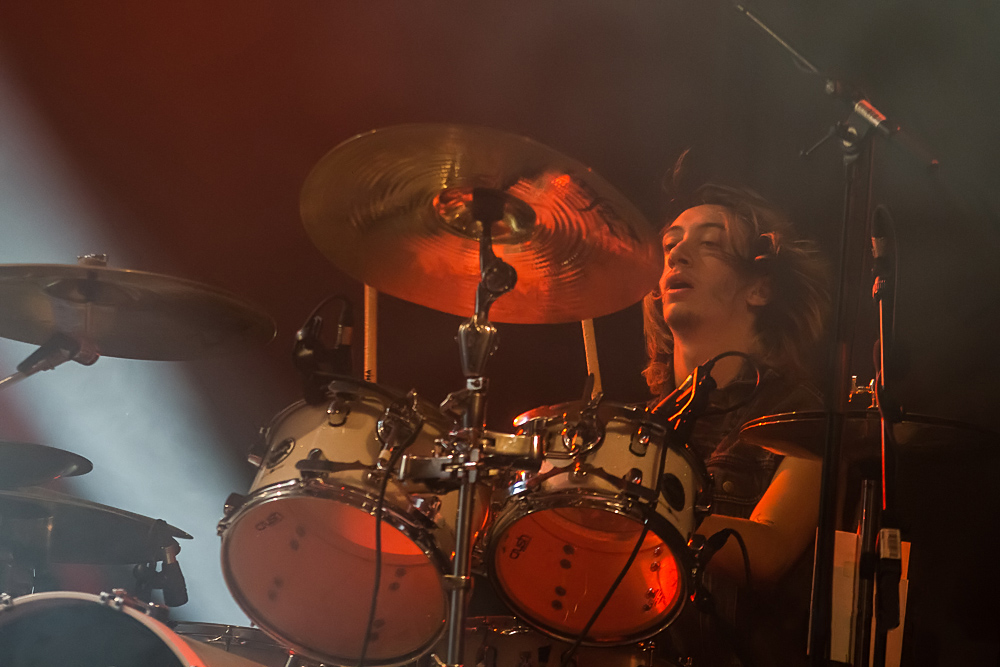
ザイオン・カヴァレラ(Dr) 2013年

### 旧メンバー
- ジャクソン・バンデイラ (Jackson Bandeira (Lúcio Maia)) - ギター (1997-1998)
- ローガン・メイダー (Logan Mader) - ギター (1998-1999) ツアーサポートのみ
- ロイ・マイヨルガ (Roy Mayorga) - ドラム (1997-1999, 2002-2003)
- マルセロ・ディー・ラップ (Marcelo "Cello" Dias) - ベース (1997-2003)
- マイキー・ドーリング (Mikey Doling) - ギター (1999-2003)
- デイヴ・エレフソン (David Ellefson) - ベース (2003-2004) レコーディングのみ
- ボビー・バーンズ (Bobby Burns) - ベース (2003-2010)
- ジョー・ヌネズ (Joe Nunez) - ドラムス (2000-2001年, 2003年-2011)
- デヴィッド・キンケイド (David Kinkade) - ドラムス (2011-2012)
- トニー・カンポス (Tony Campos) - ベース (2011-2015)
- イゴール・カヴァレラ・ジュニア (Igor Cavalera Jr.) - ベース (2015) ライブサポートのみ
- マーク・リゾ (Marc Rizzo) - ギター (2003-2021)

## ディスコグラフィ

### スタジオ・アルバム
| 1998                                       | ソウルフライ - 原題: Soulfly - 発売日: 1998年4月21日 - レーベル: Roadrunner (#8748) - フォーマット: CD、カセット       | 79  | 33 | 28 | 12  | 18 | 14 | 29 | 27  | —  | 16  | - US: 500,000+ | - US: ゴールド - UK: シルバー |
| 2000                                       | プリミティヴ - 原題: Primitive - 発売日: 2000年9月26日 - レーベル: Roadrunner (#8565) - フォーマット: CD、カセット、LP | 32  | 26 | 28 | 20  | 22 | 20 | 16 | 39  | 76 | 45  | - US: 226,000+ |                               |
| 2002                                       | 3 - 原題: 3 - 発売日: 2002年6月25日 - レーベル: Roadrunner (#8455) - フォーマット: CD                                  | 46  | 24 | 12 | 27  | —  | 28 | 14 | 44  | 43 | 61  | - US: 33,489+  |                               |
| 2004                                       | プロフェシー - 原題: Prophecy - 発売日: 2004年3月30日 - レーベル: Roadrunner (#8304) - フォーマット: CD                | 82  | 49 | 15 | 53  | —  | 38 | 24 | 51  | 39 | 103 |                |                               |
| 2005                                       | ダーク・エイジズ - 原題: Dark Ages - 発売日: 2005年10月4日 - レーベル: Roadrunner (#8191) - フォーマット: CD、LP       | 155 | 41 | 19 | 64  | —  | 49 | 29 | 68  | 44 | 126 | - US: 8,000+   |                               |
| 2008                                       | コンクァー〜征服〜 - 原題: Conquer - 発売日: 2008年7月29日 - レーベル: Roadrunner (#7942) - フォーマット: CD (+DVD)    | 66  | 19 | 16 | 17  | 20 | 39 | 15 | 33  | 19 | 64  | - US: 8,400+   |                               |
| 2010                                       | オーメン - 原題: Omen - 発売日: 2010年5月25日 - レーベル: Roadrunner - フォーマット: CD (+DVD)                         | 73  | 38 | 19 | 50  | 44 | 58 | 13 | 42  | 15 | 100 | - US: 6,000+   |                               |
| 2012                                       | エンスレイヴド - 原題: Enslaved - 発売日: 2012年3月13日 - レーベル: Roadrunner - フォーマット: CD                      | 82  | 42 | 32 | 59  | —  | 98 | 38 | 66  | 36 | 104 | - US: 5,900+   |                               |
| 2013                                       | サヴィッジズ - 原題: Savages - 発売日: 2013年10月4日 - レーベル: Nuclear Blast - フォーマット: CD、DL                  | 84  | 68 | 43 | 83  | 39 | 91 | 41 | —   | 48 | 118 | - US: 4,700+   |                               |
| 2015                                       | アークエンジェル - 原題: Archangel - 発売日: 2015年8月14日 - レーベル: Nuclear Blast - フォーマット: CD、DL            | 130 | 41 | 31 | 28  | 22 | 14 | 19 | 33  | 11 | 57  |                |                               |
| 2018                                       | リチュアル - 原題: Ritual - 発売日: 2018年10月19日 - レーベル: Nuclear Blast - フォーマット: CD、DL                    | —   | —  | 22 | 47  | —  | —  | 27 | 147 | 19 | 22  |                |                               |
| 2022                                       | トーテム - 原題: Totem - 発売日: 2022年8月5日 - レーベル: Nuclear Blast - フォーマット: CD、DL                         | —   | —  | 25 | 187 | —  | —  | 17 | —   | 21 | —   |                |                               |
| "—" は未発売またはチャート圏外を意味する。 | |     |    |    |     |    |    |    |     |    |     |                |                               |

## その他
- 現在、バンド内にブラジル国籍を持つものはマックス・カヴァレラしかいない（マックス以外のブラジル人はオリジナルメンバーであるジャクソン・バンデイラである。そして彼が1stアルバム『ソウルフライ』の『Bumba』でブラジル音楽のボサノバを演奏しているなど、このアルバムが最もブラジル音楽の雰囲気を持ち合わせている）。
- ソウルフライがブラジリアン・ヘヴィメタルバンドと呼ばれることもあるのは、作詞・作曲のほとんどをマックスが担当し、積極的にブラジル文化を取り入れているためだと思われる。ライブでは、マックス在籍当時全員ブラジル国籍だったセパルトゥラの曲がよく演奏される。
- 3rdアルバム『3』まで在籍していたベーシストのマルセロ・ディアスは、ボーカリストとしても優秀であったという声がある。マルセロはライブにおいて『Bleed』、『Jumpdafuckup』、『Seek“N”Strike』などでゲストボーカルの代わりに歌うことができた。上記の曲は今でもライブで演奏されるが、現メンバーのベーシスト、ボビー・バーンズには荷が重いという声もある。しかし、依然として上記の曲では、ボビーにマイクが用意されている。
- マックス・カヴァレラは最近、ディー・ロウ10周年メモリアルパーティーを開催し、様々なゲストアーティストと共演した。バンドはNorth Side KingsのDanny Marianinho、Inciteのリッチー・カヴァレラ、デイブ・エレフソン、かつて長い間バンドのドラマーで、現在はStone Sourで活動しているロイ・マイヨルガとステージで共演した。特に、マックス・カヴァレラが10年ぶりに彼の弟であるイゴール・カヴァレラとステージで再び組み、セパルトゥラの曲、『Roots Bloody Roots』、『Attitude』を演奏したことは話題を呼んだ。
  - マックスとイゴールは、1980年代初めに共にセパルトゥラを結成して、1996年にマックスの脱退以降、一緒にプレイいなかったが、マックス・カヴァレラ（vo&g）、マーク・リゾ（g）、イゴール・カヴァレラ（d）、Joe Duplantier（Gojiraに在籍・b）でカヴァレラ・コンスピラシーが結成された。2008年2月にRoadrunner Recordsより、1stアルバムがリリースされた。